# Mariusz Jurasik
Mariusz Jurasik (Żagań, 1976. május 4. –) lengyel válogatott kézilabdázó. Jelenleg a lengyel Górnik Zabrze játékosa. Posztját tekintve jobbátlövő, de jobbszélsőként is szokott játszani.

## Pályafutása
Pályafutása során megfordult több lengyel csapatban is. Játékosa volt többek között a Sobieski Żagań, az Iskra Kielce és a Wisła Płock együtteseinek. 2003-ban Németországba az Rhein-Neckar Löwenbe igazolt. Itt hat szezont töltött és 2009-ben hazatért egykori klubjába a Vive Targi Kielcebe.
A lengyel válogatottban 1997-ben mutatkozhatott be. A 2007-es világbajnokságon ezüst, a 2009-es világbajnokságon pedig bronzérmet szerzett a nemzeti csapat tagjaként. Részt vett a pekingi olimpián 2008-ban, ahol ötödik helyet szerezte meg a lengyel válogatottal.

## Sikerei

### Válogatottban
- Világbajnokság: 
  - 2. hely: 2007
  - 3. hely: 2009

### Klubcsapatban
- PGNiG Superliga: 
  - 1. hely: 1998, 1999, 2002, 2010, 2012
  - 2. hely: 2003, 2011
  - 3. hely: 1997, 2001
- Lengyel-kupa:
  - 1. hely: 2000, 2010, 2011, 2012
- Bundesliga:
  - 3. hely: 2009